# Campionati asiatici di badminton 2011
I Campionati asiatici di badminton 2011 si sono svolti a Chengdu, in Cina. È stata la 30ª edizione del torneo, organizzato dalla Badminton Asia.

## Podi
| Evento              | Oro                   | Argento                             | Bronzo                                  |
| Singolare maschile  | Lin Dan               | Bao Chunlai                         | Du Pengyu                               |
| Singolare maschile  | Lin Dan               | Bao Chunlai                         | Chen Long                               |
| Singolare femminile | Wang Yihan            | Lu Lan                              | Cheng Shao-chieh                        |
| Singolare femminile | Wang Yihan            | Lu Lan                              | Jiang Yanjiao                           |
| Doppio maschile     | Cai Yun Fu Haifeng    | Hirokatsu Hashimoto Noriyasu Hirata | Chai Biao Guo Zhendong                  |
| Doppio maschile     | Cai Yun Fu Haifeng    | Hirokatsu Hashimoto Noriyasu Hirata | Xu Chen Zhang Nan                       |
| Doppio femminile    | Wang Xiaoli Yu Yang   | Tian Qing Zhao Yunlei               | Ha Jung-eun Kim Min-jung                |
| Doppio femminile    | Wang Xiaoli Yu Yang   | Tian Qing Zhao Yunlei               | Bao Yixin Zhong Qianxin                 |
| Doppio misto        | Zhang Nan Zhao Yunlei | Xu Chen Ma Jin                      | Sudket Prapakamol Saralee Thungthongkam |
| Doppio misto        | Zhang Nan Zhao Yunlei | Xu Chen Ma Jin                      | Hong Wei Pan Pan                        |